# Stara Słupia
Stara Słupia – wieś w Polsce położona w województwie świętokrzyskim, w powiecie kieleckim, w gminie Nowa Słupia.
| SIMC    | Nazwa                         | Rodzaj    |
| ------- | ----------------------------- | --------- |
| 0255770 | Góry                          | część wsi |
| 0255786 | Podchełmie                    | część wsi |
| 0255792 | Stara Słupia-Kolonia Druga    | część wsi |
| 0255800 | Stara Słupia-Kolonia Pierwsza | część wsi |
| 0255817 | Stara Wieś                    | część wsi |
| 0255823 | Winnica                       | część wsi |

Do 1954 roku siedziba gminy Grzegorzowice. W latach 1975–1998 miejscowość administracyjnie należała do województwa kieleckiego.
Przez wieś przechodzi  niebieski szlak turystyczny z Łysej Góry do Pętkowic.

## Zabytki
Zespół dworski, wpisany do rejestru zabytków nieruchomych (nr rej.: A.439/1-2 z 29.01.1958 i z 12.05.1965):
- dworek ostatniego opata świętokrzyskiego Jana Niegolewskiego[7], z 1782 r., przebudowany w 1902 r.,
- park z końca XVIII w., przebudowany na przełomie XIX/XX w.